# Perwez
Perwez (nld. Perwijs; wa. Perwé) – miejscowość i gmina (commune) w środkowej Belgii, w Regionie Walońskim, w prowincji Brabancja Walońska, w okręgu Nivelles. 1 stycznia 2024 r. liczyła 9704 mieszkańców.

## Podział administracyjny
W skład gminy wchodzą cztery dzielnice (section):
- Malèves-Sainte-Marie-Wastines
- Orbais (Oorbeek)
- Thorembais-les-Béguines
- Thorembais-Saint-Trond

## Współpraca
Miejscowości partnerskie:
- Kaysersberg, Francja
- Orbais-l’Abbaye, Francja